# 네스켄스 케바노
네스켄스 케바노(프랑스어: Neeskens Kebano, 1992년 3월 10일 ~ )는 UAE 프로리그 팀 알자지라와 콩고 민주 공화국 국가대표팀에서 공격형 미드필더 또는 레프트 윙어로 활약하고 있는 콩고 민주 공화국의 프로 축구 선수이다.
프랑스에서 태어난 케바노는 전 프랑스 청소년 국가대표로 17세 이하, 18세 이하, 19세 이하에서 국가대표로 활동했다.

## 구단 경력

### 풀럼
2016년 8월 26일, 케바노는 풀럼과 3년간 미공개 이적료에 계약을 맺고 12개월간 클럽 옵션을 추가했다. 2017년 2월 11일, 그는 3-2로 이긴 위건 애슬레틱과의 경기에서 풀럼의 첫 골을 넣었다.
2020년 7월 27일, 카디프 시티와의 2020년 챔피언십 플레이오프 준결승 1차전에서 케바노는 3경기 연속 프리킥으로 직접 골을 넣었고, 웨인 루니 이후 잉글랜드 4부 리그에서 이 업적을 달성한 첫 번째 선수가 되었다.

#### 미들즈브러로의 임대
2021년 2월 1일, 케바노는 챔피언십 팀 미들즈브러에 2020-21 시즌 남은 기간 동안 임대로 합류했다. 5일 후, 그는 보로 데뷔 전을 치렀고, 브렌트퍼드에게 홈 리그 4-1로 패배한 선발 라인업에 포함되었다. 2021년 2월 13일, 그는 더비 카운티와의 원정 경기에서 미들즈브러의 첫 골을 넣었다.

### 알자지라
2023년 7월 8일, 아부다비를 연고로 하는 알자지라는 지난 달 말 풀럼과의 계약 만료에 따라 케바노의 영입을 발표했다.

## 국가대표팀 경력
프랑스에서 태어났지만 콩고 민주 공화국 출신인 케바노는 2014년 8월 플로랑 이벤지에 의해 국가대표 선발전에서 미리 선발되어 카메룬과 시에라리온을 상대로 콩고 민주 공화국 선발전을 치른 2015년 아프리카 네이션스컵 플레이오프의 첫 이틀 동안 경쟁했다. 그 후 케바노는 콩고 민주 공화국 유니폼을 입기 위해 콩고 민주 공화국 국적을 선택했다고 발표했다. 따라서 그는 콩고 민주 공화국 헌법 제10조에 따르면 "콩고 민주 공화국의 국적은 하나의 배타적고, 다른 어떤 사람과도 동시에 소유될 수 없다"라고 되어 있기 때문에 프랑스 국적을 포기했다.